# Bernhard Letterhaus

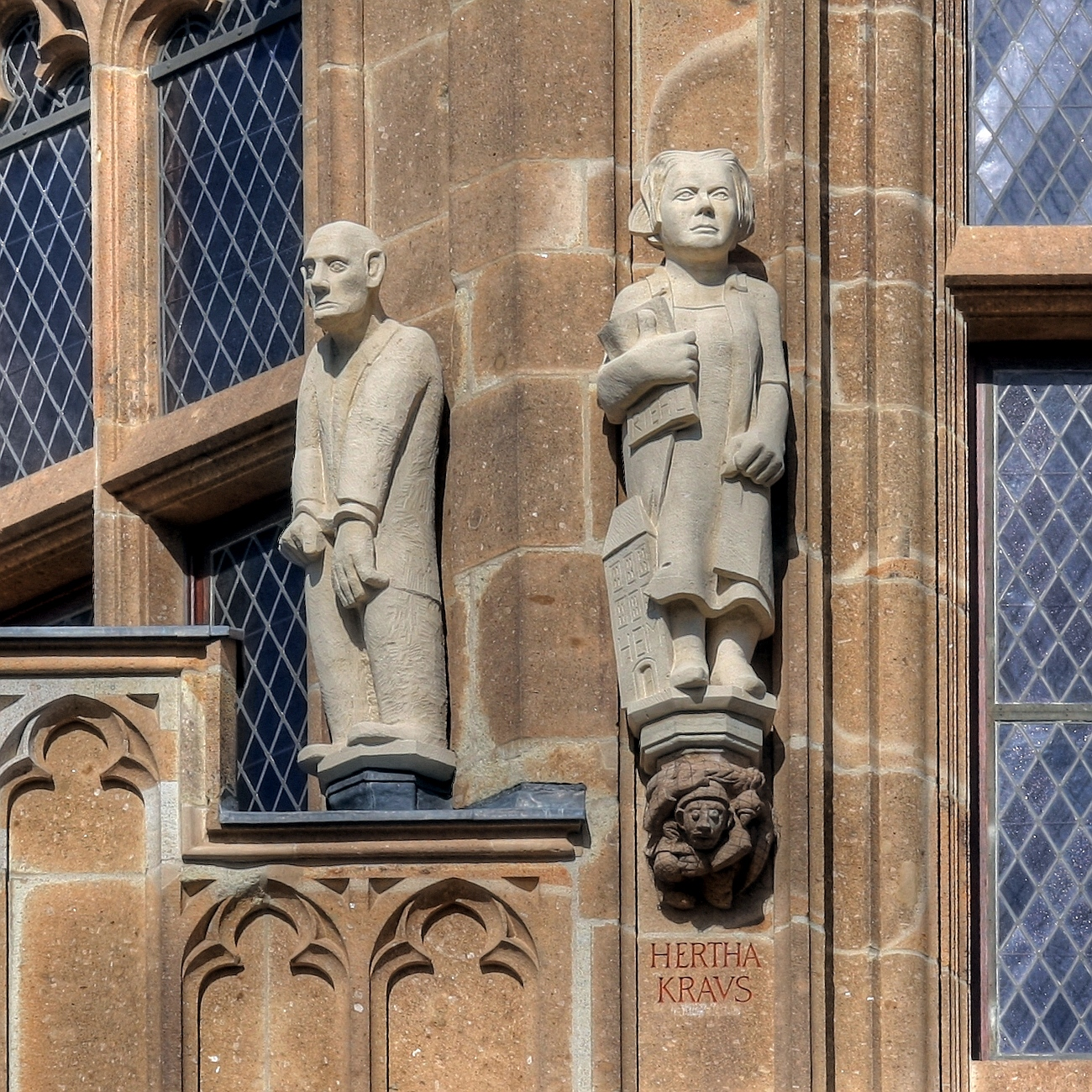
Links: Statue des Bernhard Letterhaus am Turm des Kölner Rathauses

Bernhard Letterhaus (* 10. Juli 1894 in Barmen; † 14. November 1944 in Berlin-Plötzensee) war ein deutscher Widerstandskämpfer des 20. Juli 1944, christlicher Gewerkschaftsführer und Politiker (Zentrum).

## Leben
Bernhard Letterhaus wuchs mit zwei Brüdern in einem tiefgläubigen Elternhaus auf. Nach der Volksschulzeit absolvierte er von 1908 bis 1912 eine Lehre als Bandwirker und besuchte von 1912 bis 1914 die Höhere Fachschule für Textilindustrie. Nachdem er schwer verwundet aus dem Ersten Weltkrieg zurückgekehrt war, an dem er von 1914 bis 1918 teilgenommen hatte und in dem er mit dem Eisernen Kreuz II. und I. Klasse ausgezeichnet wurde, arbeitete er von 1921 bis 1927 als Sekretär im Zentralverband der christlichen Textilarbeiter. 1927 wurde er nach Bitten von Otto Müller in Mönchengladbach (ab 1928 im Kölner Ketteler-Haus) Verbandssekretär der katholischen Arbeitervereine in Westdeutschland und 1928 Abgeordneter der Zentrumspartei im Preußischen Landtag sowie von 1928 bis 1929 Abgeordneter für Barmen im Provinziallandtag der preußischen Rheinprovinz. 1929 wurde Letterhaus Ehrenmitglied des Katholischen Studentenvereins Langemarck (später Görres) Bonn im KV. Er rief schon 1930 als Vizepräsident des Katholikentages in Münster zur Abwehr des Nationalsozialismus auf und warb nach 1933 heimlich in katholischen Kreisen für den Widerstand gegen das NS-Regime. Weil er das Ermächtigungsgesetz ablehnte, blieb er im März 1933 der Abstimmung im Landtag fern. Er kritisierte den Abschluss des Reichskonkordats, weil er befürchtete, dass sich damit die Institutionen des politischen Katholizismus nicht schützen ließen.
1939 wurde er zum Wehrdienst verpflichtet, ab 1942 war er als Hauptmann im Amt Ausland/Abwehr beim Oberkommando der Wehrmacht beschäftigt. Hier knüpfte er Kontakte zu den Verschwörern um Ludwig Beck und Carl Goerdeler. Mit Freunden aus KAB, Christlichen Gewerkschaften, Zentrum unter anderem beriet er im sogenannten Kölner Kreis, der sich in der Verbandszentrale der KAB, dem Kettelerhaus in Köln traf, spätestens seit 1942 über Alternativen zum NS-Regime. Er stellte Freunden wie Jakob Kaiser, Alfred Delp, Nikolaus Groß und Heinrich Körner seine Kölner Wohnung für Gespräche über die Neuordnung Deutschlands zur Verfügung. Letterhaus gehörte zum führenden Kreis der Widerstandskämpfer, war bereit, das Amt des politischen Beauftragten im Wehrkreis VI (Münster) zu übernehmen und als Aufbauminister der neuen Regierung im Gespräch. Am 25. Juli 1944, wenige Tage nach dem Attentat auf Hitler, wurde er verhaftet, am 13. November 1944 nach einer Stunde Verhandlung vor dem Volksgerichtshof zum Tode verurteilt und am folgenden Tag in Plötzensee erhängt.

## Familie
Letterhaus war ab 1928 mit Grete Thiel verheiratet und hatte eine Tochter.

## Ehrungen

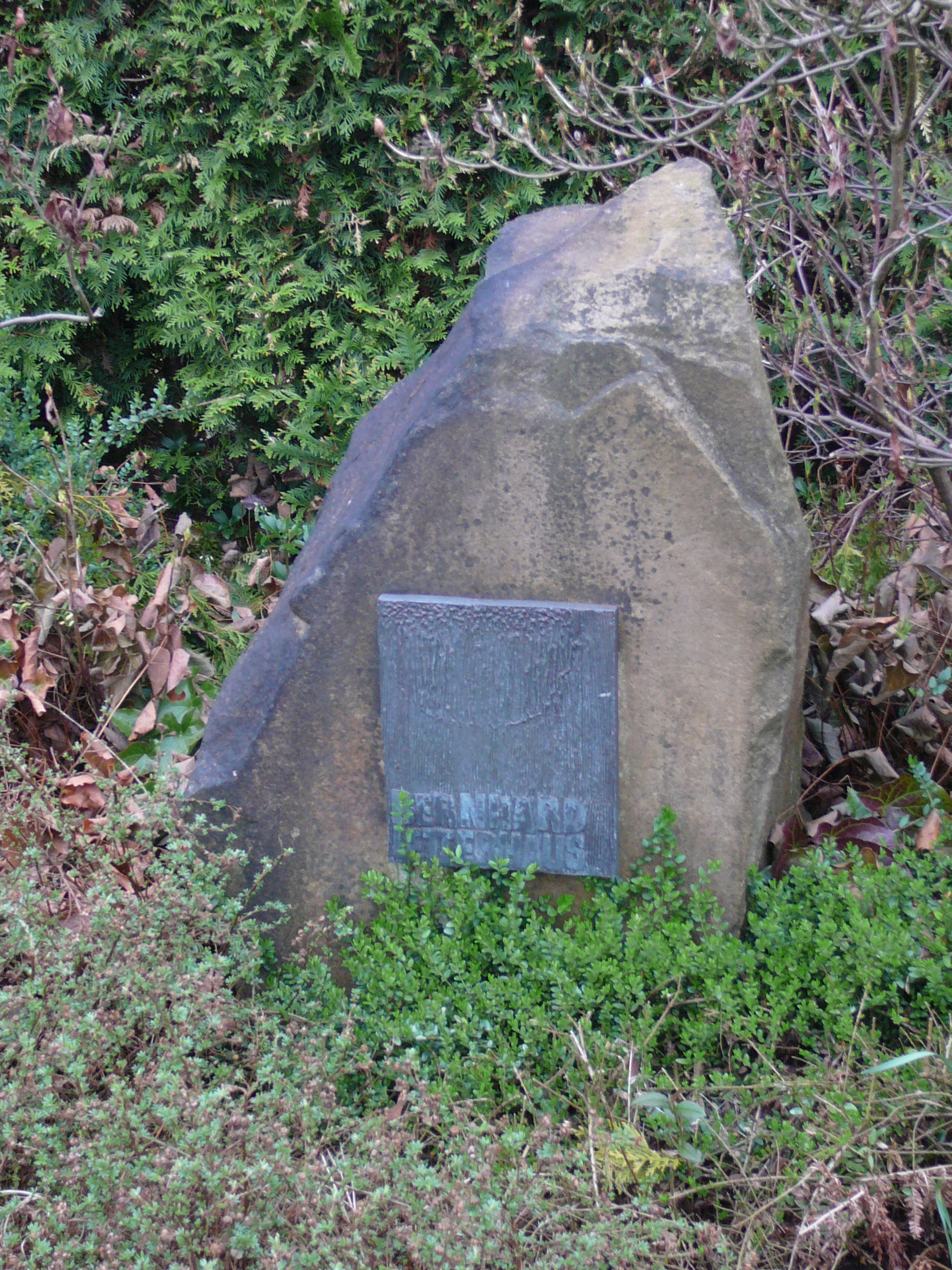
Gedenkstein in Wuppertal

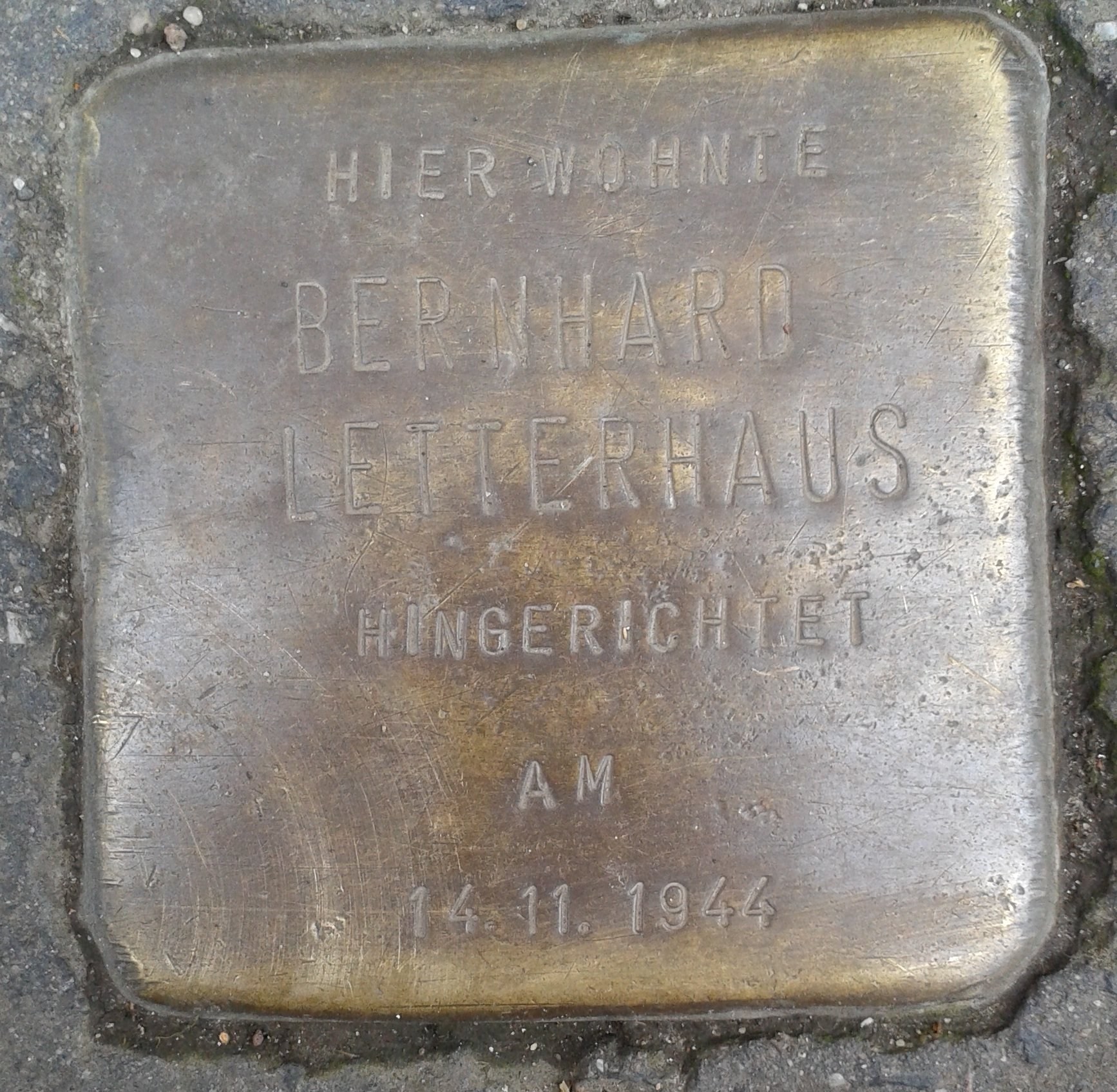
Stolperstein in der Bernhard-Letterhaus-Straße 28, Köln

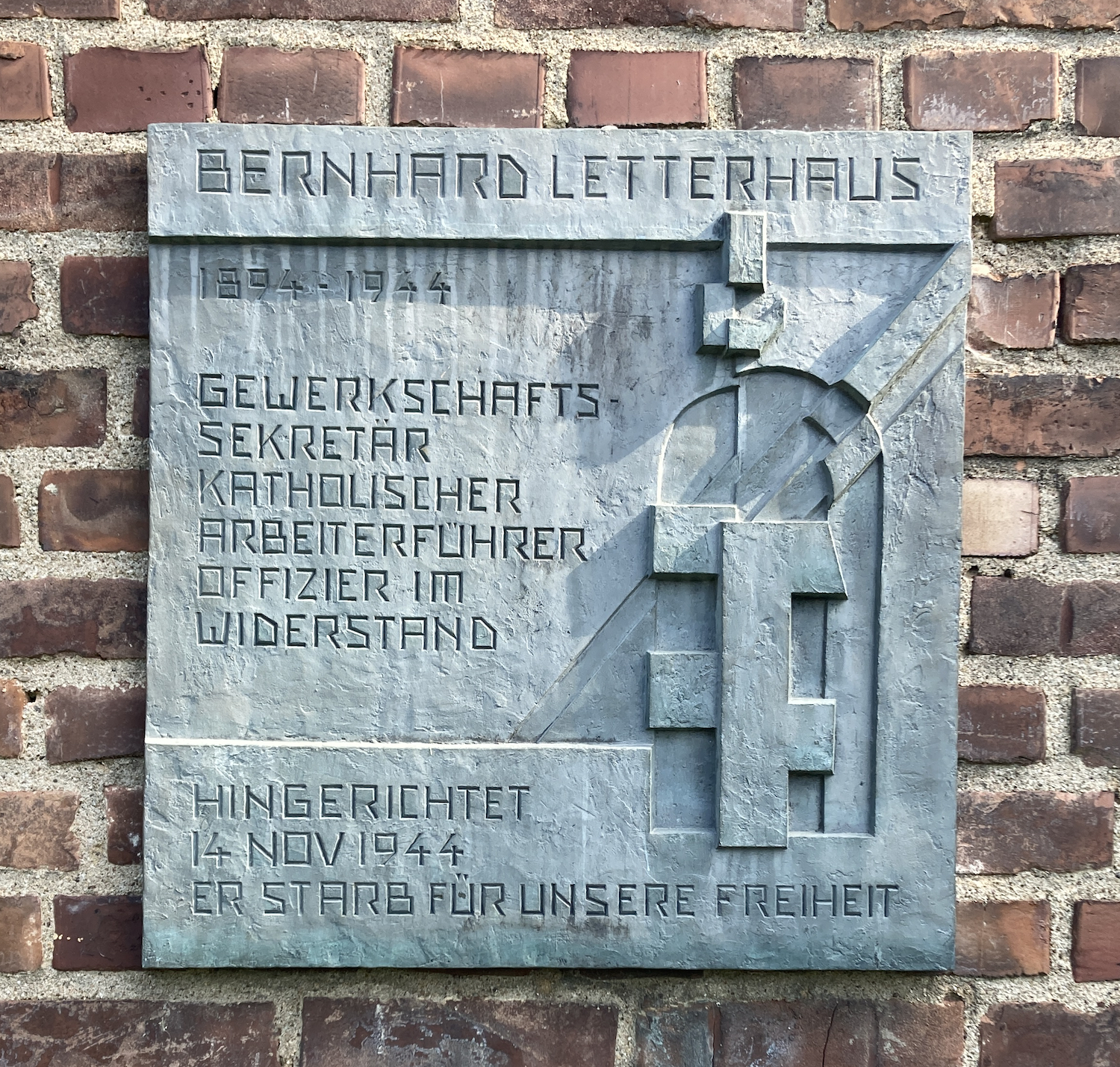
Verkleinerter Ausschnitt mit der Gedenktafel am Bernhard Letterhaus-Wohnheim in Köln-Poll

- In Wuppertal-Barmen wurde 1984 am Haus, das an der Stelle seines ehemaligen Geburtshauses steht, eine Gedenktafel angebracht. Schon 1965 wurde in der nach ihm benannten Siedlung in Wuppertal-Uellendahl ein Gedenkstein niedergelegt. 1956/57 wurde in Wuppertal-Barmen die Bernhard-Letterhaus-Straße nach ihm benannt; auch die Bernhard-Letterhaus-Schule ist nach ihm benannt.[2]
- In der Nähe der Hinrichtungsstätte Plötzensee erinnert seit 1957 der Letterhausweg an ihn.[3]
- Die katholische Kirche hat Bernhard Letterhaus im Jahr 1999 als Glaubenszeugen in das deutsche Martyrologium des 20. Jahrhunderts aufgenommen.
- 1948 wurde in Köln die Odenkirchener Straße zu seinen Ehren in Bernhard-Letterhaus-Straße umbenannt und dort ein Stolperstein verlegt. 1965 wurde auch in Bonn-Duisdorf eine Straße nach ihm benannt.[4] Die niederrheinische Stadt Neuss ehrt ihn mit der Bernhard-Letterhaus-Straße in Weckhoven. Auch in Leverkusen und Vreden erinnert die Bernhard-Letterhaus-Straße an ihn und sowohl in Münster als auch in Oelde gibt es einen Letterhausweg. In Recklinghausen, Emsdetten, Heek, Brühl (Rheinland), Frechen, Delmenhorst, Braunschweig und Löningen wurden ebenfalls Straßen nach ihm benannt (Letterhausstraße). Die in Dülmen liegende Letterhausstraße führte zur inzwischen nicht mehr existierenden Sankt-Barbara-Kaserne.
- In Köln-Poll liegt das Katholische Jugendwohnheim Bernhard Letterhaus. Eine Gedenktafel wurde am 9. Juli 1994 enthüllt. Die Einrichtung war ursprünglich als HJ-Heim errichtet worden.
- Auf der Familiengrabstätte Letterhaus auf dem Friedhof Schützenstraße der St.-Antonius-Gemeinde in Wuppertal-Barmen wurde 2010 ein Ehrengrab eingeweiht, wenige Meter entfernt von der letzten Ruhestätte des 1942 in Dachau ermordeten Kaplans Johannes Flintrop.